# 敵性市民
敵性市民、敵性公民（日语：敵性市民）是日本對從事社會運動、有損國家、反社會的政治活動的公民總稱。包括傳播反建制思想或煽動政權更迭的人，以及戰爭狀態支持敵軍等的人。也可能包括來自敵國移民。

## 二戰例子
1942年2月19日羅斯福簽署了9066號行政命令，強制將數千名德裔、意裔、日裔移民搬出夏威夷等重要戰場。隨後美國與加拿大政府陸續下令拘留150,000名日裔美國人，另外有14,000名意大利裔和德裔美國人同樣為了安全理由而被迫拘留被視為敵性市民。

許多對受美國質疑其忠誠的日裔美國人選擇了接受兵役。
米国への忠誠が疑われた多くの日系人がそうしたように、アメリカ国民としてのアイデンティティを選択し、兵役に服することを受け入れた
美国陆军第442步兵团就是第二代日裔美國人組成。。

## 相關項目
| - 第五縱隊 - 敵国人 - 外國人 - 對德裔美國人的囚禁 - 對義裔美國人的囚禁 - 對日裔美國人的囚禁 - 1798年美國客籍法和镇压叛乱法 - 日本殖民地（臺灣、朝鲜半岛） - 一般永住者、特別永住者 - 旅日朝鲜人总联合会 - 日本外國人登錄令明定臺灣人與朝鮮人為外國人。 - 永久居留權 - 爱沙尼亚外国人护照 - 拉脫維亞非公民 - 日本封建時期賤民後代——部落民 - 穢多 - 非人 - 觸穢 - 山窩 - 河原者 - 家船 | - 日本良賤制度 - 賤民 - 部落解放同盟 - 近世部落 - 日本敵性語 - 語言純化 - 北韓文化語 - 納粹大屠殺 - 南京大屠殺 - 肅清大屠殺 - 馬尼拉大屠殺 - 去纳粹化 - 英苏百分比协定 |

## 外部連結
- Klinger, David A. . Template:仮リンク (美国). 1994-08, 32 (3): 475–493. doi:10.1111/j.1745-9125.1994.tb01162.x.